# Midden-Eierland
Midden-Eierland est un hameau de la commune néerlandaise de Texel, dans la province de la Hollande-Septentrionale.
Le hameau a été créé dans le polder d'Eierland, asséché sous la direction de Nicolas Joseph De Cock.